# Algèbre d'Albert
En mathématiques, une algèbre d'Albert est une algèbre de Jordan exceptionnelle de dimension 27. Elle porte le nom d'A. Adrian Albert, pionnier de l'étude des algèbres non associatives, qui travaillait le plus souvent sur le corps des nombres réels. Sur les nombres réels, il existe trois telles algèbres de Jordan à isomorphisme près. L'une d'elles, mentionnée pour la première fois par Pascual Jordan, John von Neumann et Eugene Wigner et étudiée par A. Adrian Albert, est l'ensemble des matrices 3×3 autoadjointes sur les octonions, muni du produit
{\displaystyle x\circ y={\frac {1}{2}}(x\cdot y+y\cdot x),}
où {\displaystyle \cdot } désigne le produit matriciel habituel. Une autre est définie de la même manière, mais en utilisant les octonions déployés au lieu des octonions. La dernière est construite à partir des octonions non déployés en utilisant une involution standard différente.
Sur un corps algébriquement clos, il n'y a qu'une seule algèbre d'Albert et son groupe d'automorphismes G est le groupe simple déployé de type F4,. Par exemple, les complexifications (en) des trois algèbres d'Albert sur les nombres réels sont des algèbres d'Albert isomorphes sur les nombres complexes. Plus généralement, pour un corps quelconque F, les algèbres d'Albert sont classées par le groupe cohomologie galoisienne H1(F, G).
La construction de Kantor-Koecher-Tits appliquée à une algèbre d'Albert donne une forme de l'algèbre de Lie E7. L'algèbre d'Albert déployée est utilisée dans la construction d'une algèbre structurable de dimension 56 dont le groupe d'automorphismes a pour composante neutre le groupe algébrique simplement connexe de type E6.
L'espace des invariants cohomologiques des algèbres d'Albert sur un corps F (de caractéristique différente de 2) à coefficients dans Z/2Z est un module libre sur l'anneau de cohomologie de F de base 1, f3, f5, de degrés respectifs 0, 3, 5. L'espace des invariants cohomologiques à coefficients de 3-torsion est libre de rang 2, engendré par deux éléments 1 et g3 de degrés respectifs 0 et 3. Les invariants f3 et g3 sont les principales composantes de l'invariant de Rost (en).